# Boiótarkhosz
A Boiótarkhosz ( görögül: Βοιωτάρχης) a Boiót szövetség főtisztviselőinek címe, amelyet i. e. 379-ben alapítottak, miután egy lázadás felszabadította a boiótiai városokat a spártai uralom alól. Hét boiótarkhosz volt, akiket demokratikusan választottak meg Boiótia hét választási körzetéből. Mint a vidék legnagyobb városa, Théba általában négyet választott, míg a másik három a peremkerületeket képviselte. Nem biztos, hogy a boiótarkhoszok száma állandóan hét maradt. Lehet, hogy nem is ugyanúgy képviselték a kerületeket, mint a korábbi boiót szövetség korábbi állapotában.
A hatalomról való lemondás elmulasztása főbenjáró bűn volt. A boiótarkhoszok szerepe nagyjából megegyezett az athéni stratégoszokéval, politikai vezetőként és hadvezérként is tevékenykedtek a csatában. A Boiót szövetség számos más politikai, katonai és igazságszolgáltatási tisztséget átvett az athéniaktól. A boiótiaiaknak is volt arkhónjuk, de az athéni arkhónnal ellentétben az ő feladatai csupán jelképesek voltak. A boiót arkhón egyetlen feladata az volt, hogy hozzáadta a nevét az adott év nevéhez, amely gyakorlatot szintén az athéniaktól vették át.
A tisztséget betöltő leghíresebb személyek Epameinóndasz és  Pelopidasz voltak, akik a Kr. e. 4. század közepén Thébát az ókori hellász meghatározó hatalmává tették ("thébai hegemónia").

## Fordítás
Ez a szócikk részben vagy egészben  a   Boeotarch című angol Wikipédia-szócikk ezen változatának fordításán alapul.  Az eredeti cikk szerkesztőit annak laptörténete sorolja fel. Ez a jelzés csupán a megfogalmazás eredetét és a szerzői jogokat jelzi, nem szolgál a cikkben szereplő információk forrásmegjelöléseként.